# (14517) Monitoma
(14517) Monitoma (1996 LJ1) – planetoida z pasa głównego asteroid okrążająca Słońce w ciągu 4,63 lat w średniej odległości 2,77 j.a. Odkryta 13 czerwca 1996 roku.